# Белла, Марчелла
Джузеппа Марчелла Белла (итал. Giuseppa Marcella Bella) (род. 18 июня 1952, Катания, Сицилия) — итальянская певица; сестра кантаутори Джанни Белла.

## Биография
Марчелла Белла родилась на Сицилии в Катании 18 июня 1952, через пять лет после своего старшего брата, известного кантаутори и композитора Джанни Белла. 
В 1972 году она участвовала в музыкальном фестивале Сан-Ремо с песней Montagne verdi (Зеленые горы), после чего неоднократно выступала на других музыкальных мероприятиях. Исполняла каверы на свои песни на немецком, английском и испанском языках. В 1974 году она записала Nessuno mai. Двумя годами позже немецкая группа Boney M. выпустила английскую версию песни Take the heat off me, включенную в их одноименный альбом.

## Дискография
Полная дискография Марчеллы Беллы в Итальянской Википедии
Опубликовала 24 альбома, из которых 22 студийных и 2 концертных, а также 43 сборника.
Официальные альбомы
- 1972 - Tu non hai la più pallida idea dell'amore (CGD 69028)
- 1973 - Mi...ti...amo... (CGD 69045)
- 1974 - Metamorfosi (CGD 69082)
- 1975 - L'anima dei matti (CGD 60178)
- 1976 - Bella (CGD 81413)
- 1977 - Femmina (CGD 20010)
- 1979 - Camminando e cantando (CBS)
- 1981 - Marcella Bella (CBS)
- 1982 - Problemi (CBS)
- 1983 - Nell'aria (CBS 25477)
- 1984 - Nel mio cielo puro (CBS 26036)
- 1986 - Senza un briciolo di testa (CBS)
- 1987 - Tanti auguri (CBS)
- 1988 - '88 (Ricordi)
- 1990 - Verso l'ignoto... (Ricordi)
- 1990 - Canta Battisti (CBS) (переиздано в 1996)
- 1991 - Sotto il vulcano (Ricordi)
- 1993 - Tommaso! (Pull Music/Sony Music)
- 1995 - Anni dorati (CGD East West/Warner Music)
- 1998 - Finalmente insieme (с Джанни Белла) (Pull/Fuego) (переиздано в 2001 ITWHY)
- 2002 - Passato e presente (Sony Music)
- 2005 - Uomo bastardo (Nuova Gente/Universal Music)
- 2007 - Forever per sempre (с Джанни Белла) (Nuova Gente/Universal Music)
- 2012 - Femmina Bella (Halidon)